# Емаус (село)
Емаус (рос. Эммаусс) — село в Калінінському районі Тверської області Російської Федерації.
Населення становить 167 осіб. Входить до складу муніципального утворення Емауське сільське поселення.

## Історія
Від 2005 року входить до складу муніципального утворення Емауське сільське поселення.

## Населення
| 1859 | 1886 | 1992 | 2002 | 2010 |
| ---- | ---- | ---- | ---- | ---- |
| 411  | ↗481 | ↘369 | ↘218 | ↘167 |